# Hirtodrosophila mexicoa
Hirtodrosophila mexicoa är en tvåvingeart som först beskrevs av Wheeler 1954.  Hirtodrosophila mexicoa ingår i släktet Hirtodrosophila och familjen daggflugor. Inga underarter finns listade i Catalogue of Life.